# DBV Technologies
 (décembre 2024).
DBV Technologies est une entreprise française, créée en 2002 qui développe des solutions de diagnostic et de traitement des allergies alimentaires, arachide et lait de vache. Pour l'instant, aucun de ses produits n'a obtenu d'autorisation de mise sur la marché, ni en Europe ni aux USA. Elle est cotée à la bourse de Paris et au Nasdaq.

## Histoire
DBV Technologies a été créée en 2002.

## Produits en développement
DBV Technologies a trois produits en cours de développement[Quand ?] :
Viaskin Peanuts : Allergie à l'arachide, pour lequel une licence est demandée à la FDA.
Viaskin Milk : Allergie au lait de vache, qui est en phase de test de 36 mois sur des enfants.
Viaskin Egg : Allergie à l'œuf de poule, qui est dans une phase de recherche pré-clinique.

## Actionnaires
| Bpifrance Participations          | 9,39 % |
| Amundi Asset Management           | 4,03 % |
| Sofinnova Partners                | 3,31 % |
| The Vanguard Group                | 2,14 % |
| Norges Bank Investment Management | 1,75 % |
| Pierre-Henri Benhamou             | 1,59 % |
| VHCP Management                   | 1,54 % |
| OrbiMed Advisors                  | 1,09 % |
| BlackRock Fund Advisors           | 0,79 % |
| BPIFrance Investissement          | 0,75 % |

Mise à jour au 31 août 2019.